# Joseph E. Davies
Joseph Edward Davies (29 de noviembre de 1876 - 9 de mayo de 1958) es el segundo embajador en representar a los Estados Unidos en la Unión Soviética.

## Biografía
Nacido en Watertown, Wisconsin, hijo de Edward y Rahel (Paynter) Davies, Joe Davies estudió derecho en la  Universidad de Wisconsin y luego saltó a la fama durante el gobierno del presidente Woodrow Wilson, cuando fue nombrado presidente de la Comisión Federal de Comercio de 1915 a 1916. Wilson también nombró a Davies como asesor económico de los Estados Unidos durante la  Conferencia de paz de París siguiente la Primera Guerra Mundial. De profesión, Davies era  abogado.
Davies se casó con Emlen Knight en 1902. Davies también se casó con la heredera Marjorie Merriweather Post de General Foods en 1935; la pareja se divorció en 1955.

### Embajador en la Unión Soviética
Mientras estaba casado con Post, Davies fue nombrado embajador en la Unión Soviética por Franklin D. Roosevelt. El cargo se considera crítico, ya que Estados Unidos no reconoció al gobierno soviético como la autoridad soberana de lo que fue Rusia hasta 1933. El nombramiento de Davies se debe en parte a su talento y lealtad política a Roosevelt. Roosevelt también pudo haber tenido en cuenta la riqueza de la esposa de Davies. Davies sirvió en la URSS desde 1936 hasta 1938.